# رهينة (فلم)
رهينة  (بالإنجليزية: Hostage) هو فيلم حركة تم إنتاجه في الولايات المتحدة وصدر في سنة 2005. من بطولة بن فوستر وبروس ويليس وكيفين بولك وجيمي بينيت ومارشال ألمان.

## القصة
يجبر شرطي على العودة للعمل من أجل التفاوض مع إحدى العصابات المتخصصة في خطف الأشخاص، وبالفعل يتفاوض معهم من أجل إنقاذ الرهائن دون علمه أن رب تلك الأسرة المحتجزة متورط في قضايا فساد عديدة بمشاركة عصابات أخرى ضخمة.

## الممثلون والشخصيات
- بروس ويليس
- كيفين بولك
- جيمي بينيت
- بن فوستر
- مارشال ألمان
- رومر ويليس
- روبرت نبر

## الميزانية والإيرادات
بلغت تكلفة إنتاج الفيلم حوالي 75 مليون دولار بينما حقق أرباحا تقدر بـ 77,944,725 دولار.

## وصلات خارجية
- مقالات تستعمل روابط فنية بلا صلة مع ويكي بيانات